# 静岡県ソフトボール場
静岡県ソフトボール場（しずおかけんソフトボールじょう）は、静岡県富士宮市にあるソフトボール専用球場。愛称は富士山スタジアム。

## 概要

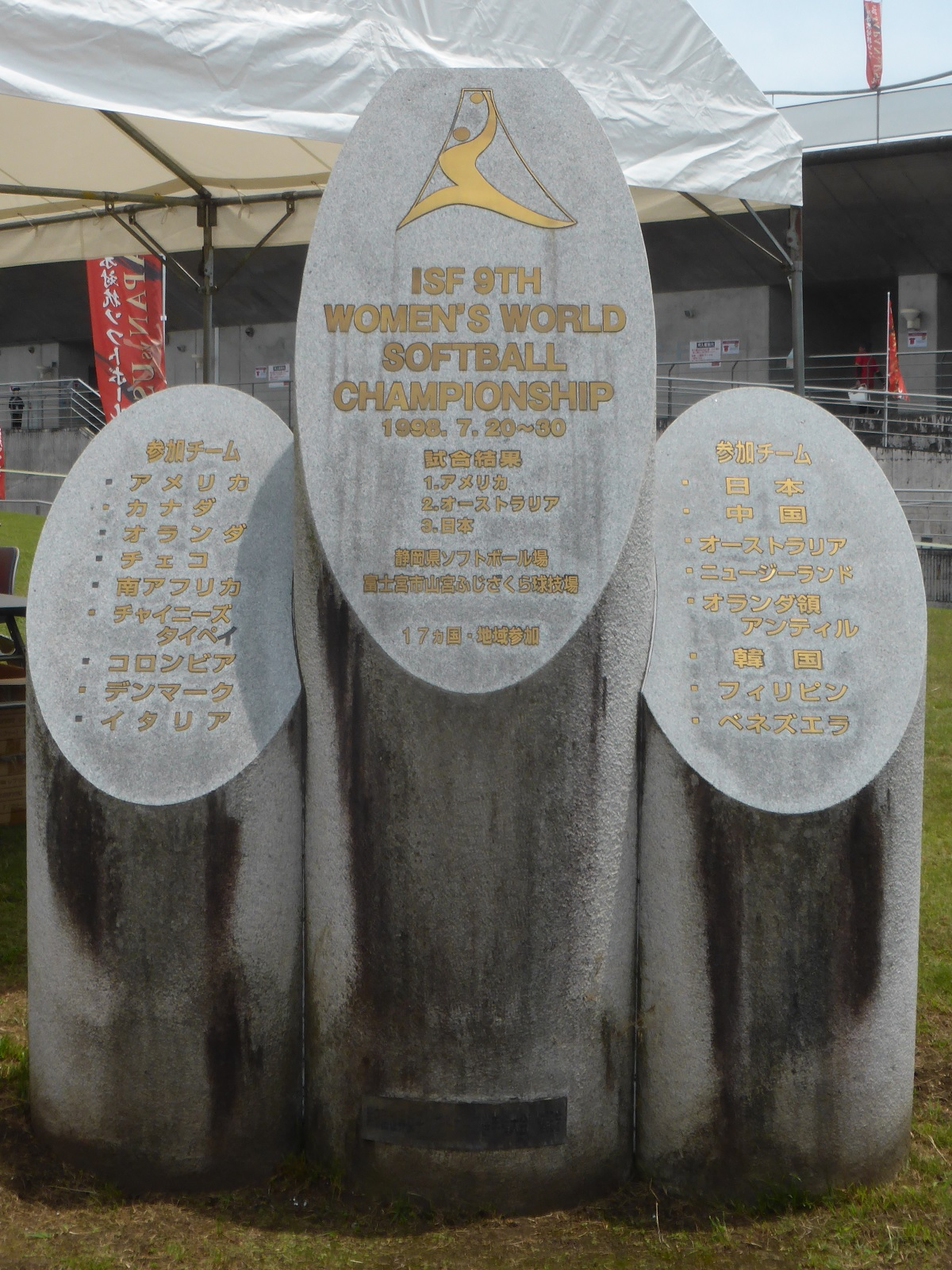
第9回世界女子ソフトボール選手権のモニュメント

1998年（平成10年）4月開場。山宮スポーツ公園内にあり、静岡県が管理している。スタジアムの一部には大沢崩れで発生した土砂が用いられている。
1998年の世界選手権以来、長年にわたりソフトボールの全国大会や日本リーグの試合会場として使用されている。スタジアム隣のエントランス広場には世界選手権のモニュメントが建てられている。
- 1998年7月に開催された第9回世界女子ソフトボール選手権のメイン会場[注 1]。
- 2024年7月6日、日米対抗ソフトボール2024の第2戦が開催[注 2]。

## 特徴
日本国内では珍しいソフトボール専用球場である。
3塁側スタンドの背後に富士山がそびえている。逆さ富士の稜線を表現した照明灯、同じく逆さ富士の形状の土台を持つ富士山カラーのスコアボード、富士山にかかる綿雲をイメージした内野スタンドの屋根など、スタジアム設備の多くが富士山をモチーフとした造形となっている。

## 球場設備
- 敷地面積 - 12,500m²（グラウンド面積5,097m²）
- 夜間照明施設 - 4基（内野2基、外野2基）
- スコアボード - 磁気反転式スコアボード、フルカラーLED大型映像装置[4]
- 観覧席 - 5,000人（椅子席3,000人、芝生席2,000人）
- 場内施設 - 会議室、シャワー室、選手控室

## 基本情報
- 所在地 - 静岡県富士宮市山宮2031番地
- 開場時間 - 9:00-21:00
- 休場日 - 第1・3・5月曜日（その日が休日の場合は翌日）、年末年始

## アクセス
- 鉄道 - JR富士宮駅より車で約15分（約5.8km）
- 車 - 東名高速道路富士ICより西富士道路を北上